# Henryk Hoser
Henryk Franciszek Hoser (Varsavia, 27 novembre 1942 – Varsavia, 13 agosto 2021) è stato un arcivescovo cattolico, missionario e medico polacco.

## Biografia
Henryk Hoser è nato a Varsavia il 27 novembre 1942. Apparteneva a una storica famiglia di coltivatori di piante e giardinieri di origine tedesca. La madre, Halina, nata Zabłońska proveniva da Chojnice. Il padre, Janusz, e il nonno, Henryk, dopo la rivolta di Varsavia, vennero fucilati dai tedeschi durante il massacro di Wola. Aveva una sorella maggiore, Julia, medico abilitato, specialista in genetica e miglioramento genetico delle piante.

### Formazione e ministero sacerdotale
Conseguì il diploma presso il Liceo di educazione generale "Tomasz Zan" di Pruszków.
Tra il 1960 e il 1966 studiò presso la Facoltà di medicina dell'Accademia medica di Varsavia. Da studente fu presidente della Corte universitaria di arbitrato dell'associazione studentesca. Dal 1966 al 1968 lavorò all'Accademia nel Dipartimento di anatomia con il ruolo di assistente. L'anno successivo divenne medico responsabile del reparto di medicina interna dell'ospedale distrettuale di Ziębice.
Nel 1969 entrò nella Società dell'apostolato cattolico. L'8 settembre 1970 emise la professione solenne. Dal 1969 al 1974 studiò filosofia e teologia nel seminario maggiore della sua congregazione religiosa a Ołtarzew. Nel seminario fu co-fondatore del circolo delle missioni, un gruppo finalizzato alla preghiera quotidiana per le missioni e i missionari. Fu anche presidente del consiglio degli alunni. Nel tempo libero, continuava la pratica medica lavorando, con il consenso dei suoi superiori, in un ospedale.
Il 16 giugno 1974 fu ordinato presbitero da monsignor Władysław Miziołek, vescovo ausiliare di Varsavia. In seguito si recò a Parigi, dove completò un corso di francese presso l'Alliance Française e un corso di medicina tropicale al CHU Salpêtrière e all'ospedale "Claude Bernard".
Nel 1975 partì come missionario per il Ruanda. Lì fu parroco, animatore della pastorale, organizzatore della formazione dei laici e promotore dell'apostolato tramite la stampa. Nel 1978 fondò a Kigali il centro medico Gikondo e avviò l'"Azione famiglia ruandese", finalizzata a promuovere metodi di pianificazione familiare naturali. Fu anche presidente dell'Associazione dei centri medici associati a Kigali e capo del Centro di monitoraggio dell'epidemia di AIDS, un programma di assistenza psicomedica e sociale per i malati di AIDS. Per diversi anni fu segretario del comitato per la famiglia e la salute della Conferenza episcopale del paese. Fu accusato di essere in questo periodo dalla parte del regime del Ruanda, anche se in quei tempi non ricopriva alcuna posizione importante nella struttura ecclesiastica locale e non aveva alcuna reale influenza sulla situazione del paese. Inoltre, nel periodo del genocidio (aprile - luglio 1994) non era presente nel paese. Nel settembre del 1993 aveva infatti lasciato il paese per un anno di formazione. Soggiornò a Gerusalemme e poi a Varsavia, dove seguì uno stage sull'uso degli ultrasuoni in ecografia all'ospedale Bródnowski. Svolse anche un corso intensivo di lingua italiana a Roma. Nel 1994 partecipò alla I assemblea speciale per l'Africa del Sinodo dei vescovi che ebbe luogo nella Città del Vaticano dal 10 aprile all'8 maggio 1994 sul tema "La Chiesa in Africa e la sua missione evangelizzatrice verso l'anno 2000: Sarete miei testimoni (At 1, 8)" come esperto nel campo dello sviluppo e dei problemi della famiglia. Dal 13 luglio 1994, durante l'assenza del nunzio apostolico, fu visitatore apostolico in Ruanda. Il paese era ormai alla fine della guerra civile, durata dall'agosto del 1994 al marzo del 1996. Dal 1981 fu superiore della missione pallottina nel paese. Dal 1988 al 1991 prestò servizio come superiore della nuova provincia, che comprendeva Ruanda e Zaire. Fu anche presidente della Conferenza dei superiori maggiori del Ruanda.
Dopo il suo ritorno definitivo in Europa, dal 1996 al 2003 fu superiore della provincia pallottina di Francia e membro del Consiglio missionario della Conferenza dei superiori maggiori del paese. Nel 2004 divenne rettore dell'ufficio della procura missionaria pallottina a Bruxelles e poi venne coinvolto nella pastorale nell'ambito della Comunità europea.
Nel 2001 co-fondò la Federazione africana di azione famigliare, della quale fu segretario.

### Ministero episcopale
Il 22 gennaio 2005 papa Giovanni Paolo II lo nominò segretario aggiunto della Congregazione per l'evangelizzazione dei popoli, presidente delle Pontificie Opere Missionarie e arcivescovo titolare di Tepelta. Ricevette l'ordinazione episcopale il 19 marzo 2005 nella cappella del Pontificio Collegio Urbano a Roma dal cardinale Crescenzio Sepe, prefetto della Congregazione per l'evangelizzazione dei popoli, co-consacranti l'arcivescovo Stanisław Dziwisz, prefetto aggiunto della Casa Pontificia e segretario di papa Giovanni Paolo II, e l'arcivescovo metropolita di Kigali Thaddée Ntihinyurwa. Come motto scelse l'espressione "Maior est Deus" (Dio è più grande).
Il 24 maggio 2008 papa Benedetto XVI lo nominò arcivescovo-vescovo di Varsavia-Praga. Preso possesso della diocesi il 28 giugno successivo con una cerimonia tenutasi nella basilica cattedrale dei Santi Michele e Floriano a Varsavia.
Il 4 luglio dell'anno successivo lo stesso pontefice lo nominò consultore della Congregazione per l'evangelizzazione dei popoli.
Nel 2011 ricevette la cittadinanza onoraria di Varsavia.
Nel febbraio del 2014 ha compiuto la visita ad limina.
In seno alla Conferenza episcopale polacca fu presidente dell'equipe di esperti di bioetica, membro della commissione pastorale, membro della commissione per le missioni e membro del consiglio della famiglia. Nel 2014 fu eletto membro del consiglio permanente come vescovo diocesano. Inoltre, fu membro della Fondazione Opera del Nuovo Millennio, un ente dell'episcopato polacco avente lo scopo di aiutare i giovani di talento provenienti dalle aree più povere della Polonia con borse di studio.
Partecipò alla II assemblea speciale per l'Africa del Sinodo dei vescovi che ebbe luogo nella Città del Vaticano dal 4 al 25 ottobre 2009 sul tema "La Chiesa in Africa a servizio della riconciliazione, della giustizia e della pace. Voi siete il sale della terra ... Voi siete la luce del mondo (Mt 5, 13.14)" e alla XIV assemblea generale ordinaria del Sinodo dei vescovi che ebbe luogo nella Città del Vaticano dal 4 al 25 ottobre 2015 sul tema "La vocazione e la missione della famiglia nella Chiesa e nel mondo contemporaneo".
L'11 febbraio 2017 papa Francesco lo incaricò di recarsi a Međugorje come inviato speciale della Santa Sede per riconoscere la situazione pastorale e le esigenze dei pellegrini e per indicare possibili iniziative pastorali da intraprendere in futuro.
L'8 dicembre successivo lo stesso pontefice accettò la sua rinuncia al governo pastorale della diocesi per raggiunti limiti di età.
Il 31 maggio 2018 papa Francesco lo nominò visitatore apostolico a carattere speciale per la parrocchia di Međugorje, a tempo indeterminato e ad nutum Sanctae Sedis. Si trattava di un "incarico esclusivamente pastorale", finalizzato ad "assicurare un accompagnamento stabile e continuo della comunità parrocchiale di Medjugorje e dei fedeli che vi si recano in pellegrinaggio, le cui esigenze richiedono una peculiare attenzione". Il 22 luglio inaugurò il suo ministero a Međugorje con una solenne Eucaristia.
Nel 2019 vinse il Premio "Roman Andrzejewski".
Nel 2021 fu ricoverato più volte per diversi problemi di salute. Morì all'Ospedale del Ministero dell'Interno di Varsavia nel pomeriggio del 13 agosto 2021 all'età di 78 anni. Soffriva di malaria e nella primavera precedente era stato contagiato dal COVID-19. Ripresosi, fu colpito da un'altra infezione che compromise alcuni organi. Le esequie si tennero il 20 agosto alle ore 12 nella basilica cattedrale dei Santi Michele e Floriano a Varsavia e furono presiedute dal cardinale Kazimierz Nycz, arcivescovo metropolita di Varsavia. L'omelia venne pronunciata da monsignor Tadeusz Wojda, arcivescovo metropolita di Danzica. Al termine del rito fu sepolto nella cripta dello stesso edificio.

## Pensiero
Henryk Hoser era un dichiarato oppositore dell'aborto, della pillola del giorno dopo e dell'inseminazione artificiale. Si dice che a proposito dell'interruzione volontaria di gravidanza abbia detto: "I bambini vengono uccisi nel luogo che per loro dovrebbe essere il più sicuro, sotto il cuore della madre". Nel 2010 attirò l'attenzione nazionale quando minacciò di scomunicare i membri del Sejm che volevano approvare un disegno di legge del gabinetto di Donald Tusk che avrebbe consentito al sistema sanitario statale di coprire i costi della fecondazione in vitro.
Nel 2016, nell'ambito del dibattito politico in Polonia sull'inasprimento del divieto di aborto, dichiarò al canale televisivo statale TVP Info che le vittime di stupro avevano meno probabilità di concepire. Definì l'omosessualità come una malattia e mise in guardia contro la presunta "epidemia LGBT".
I mezzi di comunicazione collocavano monsignor Hoser nell'ala nazional-conservatrice dell'episcopato polacco in quanto non nascose le sue simpatie per il partito Diritto e Giustizia.

## Genealogia episcopale e successione apostolica
La genealogia episcopale è:
- Cardinale Scipione Rebiba
- Cardinale Giulio Antonio Santori
- Cardinale Girolamo Bernerio, O.P.
- Arcivescovo Galeazzo Sanvitale
- Cardinale Ludovico Ludovisi
- Cardinale Luigi Caetani
- Cardinale Ulderico Carpegna
- Cardinale Paluzzo Paluzzi Altieri degli Albertoni
- Papa Benedetto XIII
- Papa Benedetto XIV
- Papa Clemente XIII
- Cardinale Enrico Benedetto Stuart
- Papa Leone XII
- Cardinale Chiarissimo Falconieri Mellini
- Cardinale Camillo Di Pietro
- Cardinale Mieczysław Halka Ledóchowski
- Cardinale Jan Maurycy Paweł Puzyna de Kosielsko
- Arcivescovo Józef Bilczewski
- Arcivescovo Bolesław Twardowski
- Arcivescovo Eugeniusz Baziak
- Papa Giovanni Paolo II
- Cardinale Crescenzio Sepe
- Arcivescovo Henryk Hoser, S.A.C.

La successione apostolica è:
- Vescovo Marek Solarczyk (2011)
- Vescovo Jacek Grzybowski (2020)